# ژنتیک مولکولی پزشکی در هزاره سوم
ژنتیک مولکولی پزشکی در هزاره سوم کتابی از محمدرضا نوری دلویی است که در سال ۱۳۸۸ منتشر و در مراسم کتاب سال جمهوری اسلامی ایران به‌عنوان کتاب برگزیده معرفی شد.